# UTC+08:30
UTC+8:30 est un fuseau horaire ayant existé en Chine (de 1918 à 1945), en Corée du Sud (de 1954 à 1961) et plus récemment en Corée du Nord (de 2015 à 2018).

## Historique

### Chine

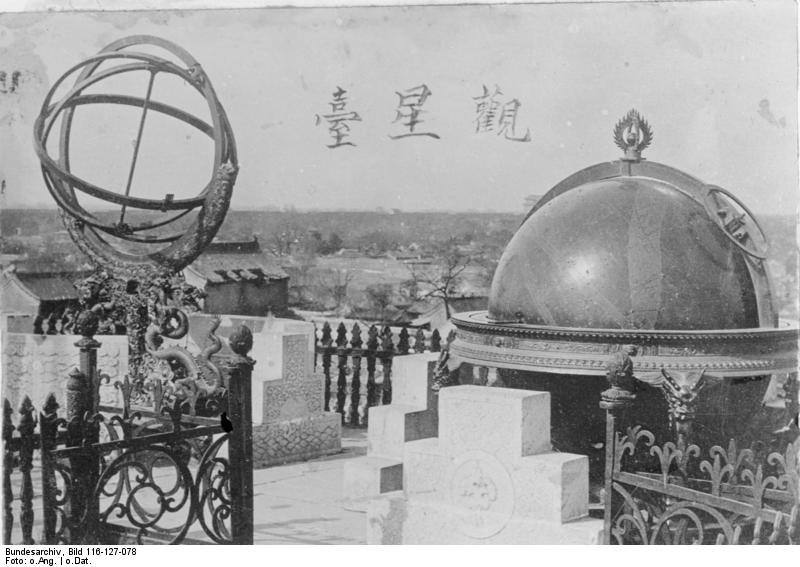
Instruments de l'observatoire antique de Pékin, n.d.

En 1918, l'observatoire central du gouvernement de Beiyang propose de diviser la Chine en cinq fuseaux horaires (GMT+5:30, GMT+6, GMT+7, GMT+8 et GMT+8:30). Ce dernier fuseau est appelé heure de Changbai (en chinois : 長白時區 Chángbái shíqū), d'après le massif du Changbai qui marque la frontière entre la Chine et la Corée, L'heure de Changbai, la plus orientale, concernait les divisions administratives suivantes :
- province d'Heilungkiang (actuellement partie de l'Heilongjiang) ;
- province de Hokiang (actuellement partie de l'Heilongjiang) ;
- province de Kirin (actuellement partie du Jilin) ;
- province de Nunkiang (actuellement partie du Jilin) ;
- province de Sungkiang (actuellement partie du Jilin) ;
- province d'Antung (actuellement partie du Liaoning).

Ces fuseaux sont ratifiés par le gouvernement nationaliste en 1939 et mis en place à l'échelle nationale en 1945 après la Seconde Guerre mondiale,. La république populaire de Chine établit le fuseau horaire unique GMT+8 (désormais UTC+8) qui correspond à la côte est, pour la totalité du pays.

### Corées

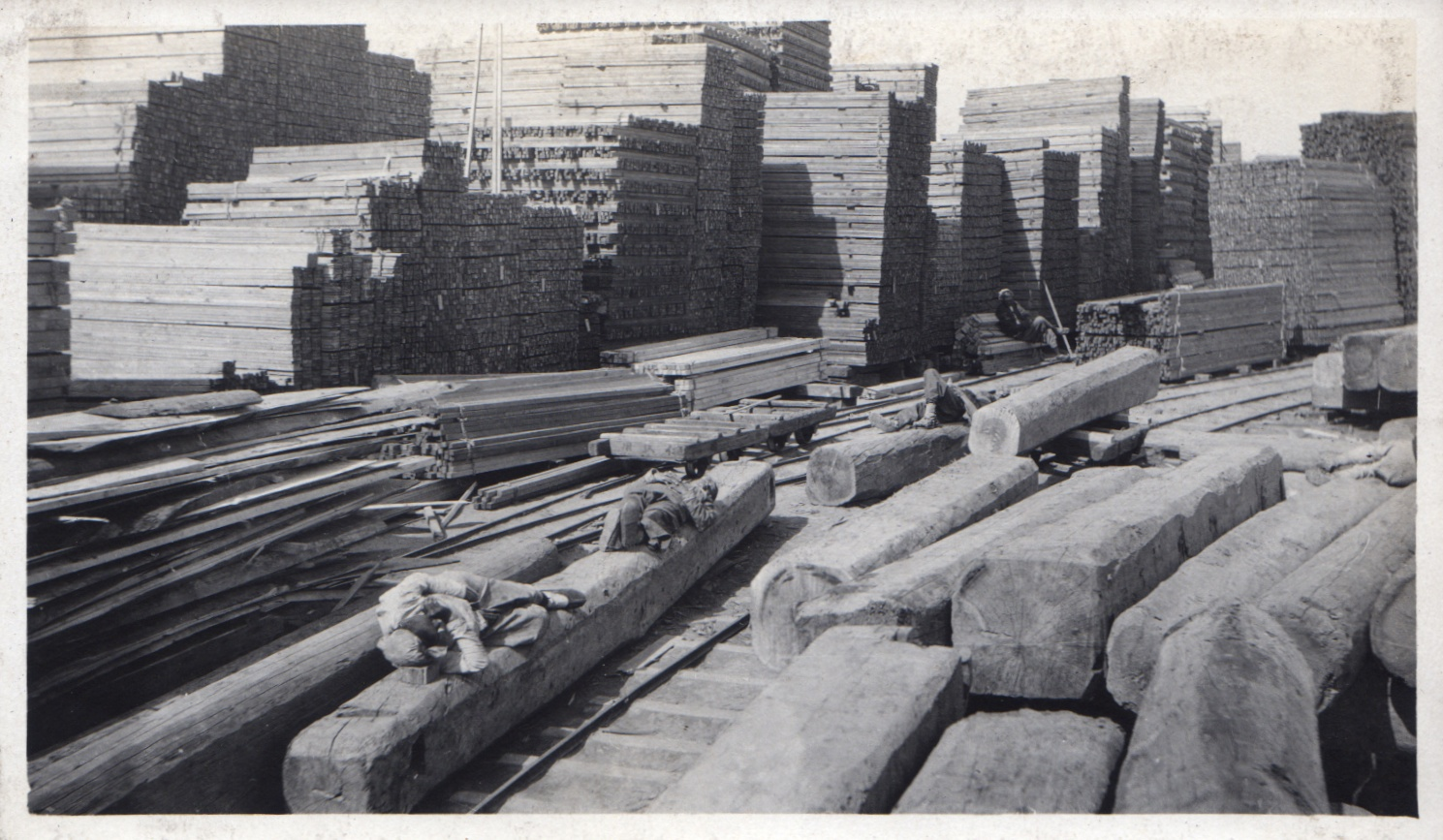
L'heure de la pause dans une scierie en Corée, 1912.

En 1908, la Corée — alors sous colonisation japonaise — utilise un fuseau horaire basé sur l'heure solaire moyenne de 127,5° Est, une latitude proche de celle de sa capitale Séoul (127° Est) ; le territoire est alors en avance de 8 h et 30 min sur Greenwich. En 1912, un décret de l'empire du Japon déplace ce fuseau à GTM+9, correspondant à l'heure utilisée dans les îles du Japon.

#### Corée du Nord

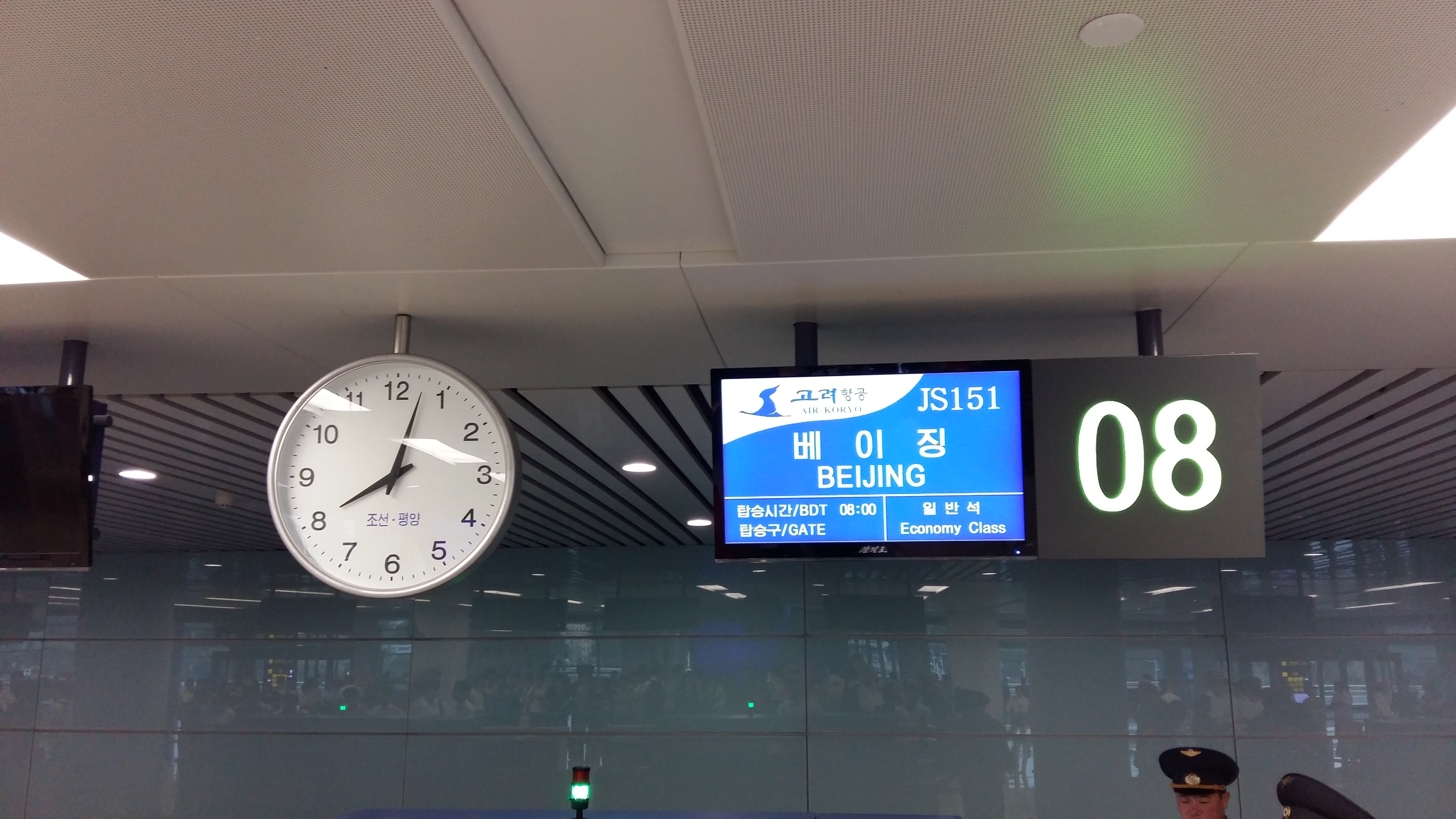
Une horloge au-dessus de comptoirs d'enregistrement à l'aéroport international de Sunan, en 09 2015.

Le 15 août 2015, la Corée du Nord passe à UTC+08:30 afin de marquer le 70e anniversaire de la libération de la péninsule coréenne de la domination japonaise. Le 5 mai 2018, la Corée du Nord réadopte le fuseau UTC+09:00, pour se synchroniser avec son voisin du sud.

#### Corée du Sud
GMT+08:30 est utilisé en Corée du Sud de 1954 à 1961 pour être ensuite remplacé, après le coup d'État militaire de Park Chung-hee, par GMT+09:00.